# Лойно (Кировская область)
Ло́йно — село в северо-восточной части Верхнекамского района Кировской области, административный центр Лойнского сельского поселения.

## География
Село расположено на берегу реки Камы на высоте 185 м над уровнем моря.

## История
Село Лойно возникло в 1708 году на месте древнего поселения чуди.
В 1873 году село Лойно входило в Трушниковскую волость Слободского уезда Вятской губернии.
В годы гражданской войны в селе находился штаб одного из отрядов Колчака.

## Население
По данным Первой Ревизии (1722-1727 гг) на погосте Лоенском проживало 36 человек мужского пола.
По данным Второй Ревизии (1748 год) в селе Лоенском было 40 жителей мужского пола, из которых 38 человек — черносошные крестьяне, а 2 — содержащие лантмилицкую службу.
По данным Третьей Ревизии (1762-1765 гг) в селе проживало 106 черносошных крестьян (58 мужского пола, 48 — женского) и 3 человека из содержащих лантмилицкую службу.
Численность населения села составляет 1592 чел. (2010).

## Телекоммуникации
Принимаются следующие общероссийские телеканалы: Первый канал, Россия.
Местное телерадиовещание отсутствует.
Наличие сотовой связи:
- Теле2.
- МегаФон.
- Билайн.
- МТС.

## Достопримечательности
- Памятник воинам, погибшим в годы Великой Отечественной войны.
- Берег реки Камы от реки Вингород до поворота реки объявлен охранной зоной, здесь имеются: чёртовы пальцы, синяя глина, остатки древних пород[6].

## Фотогалерея

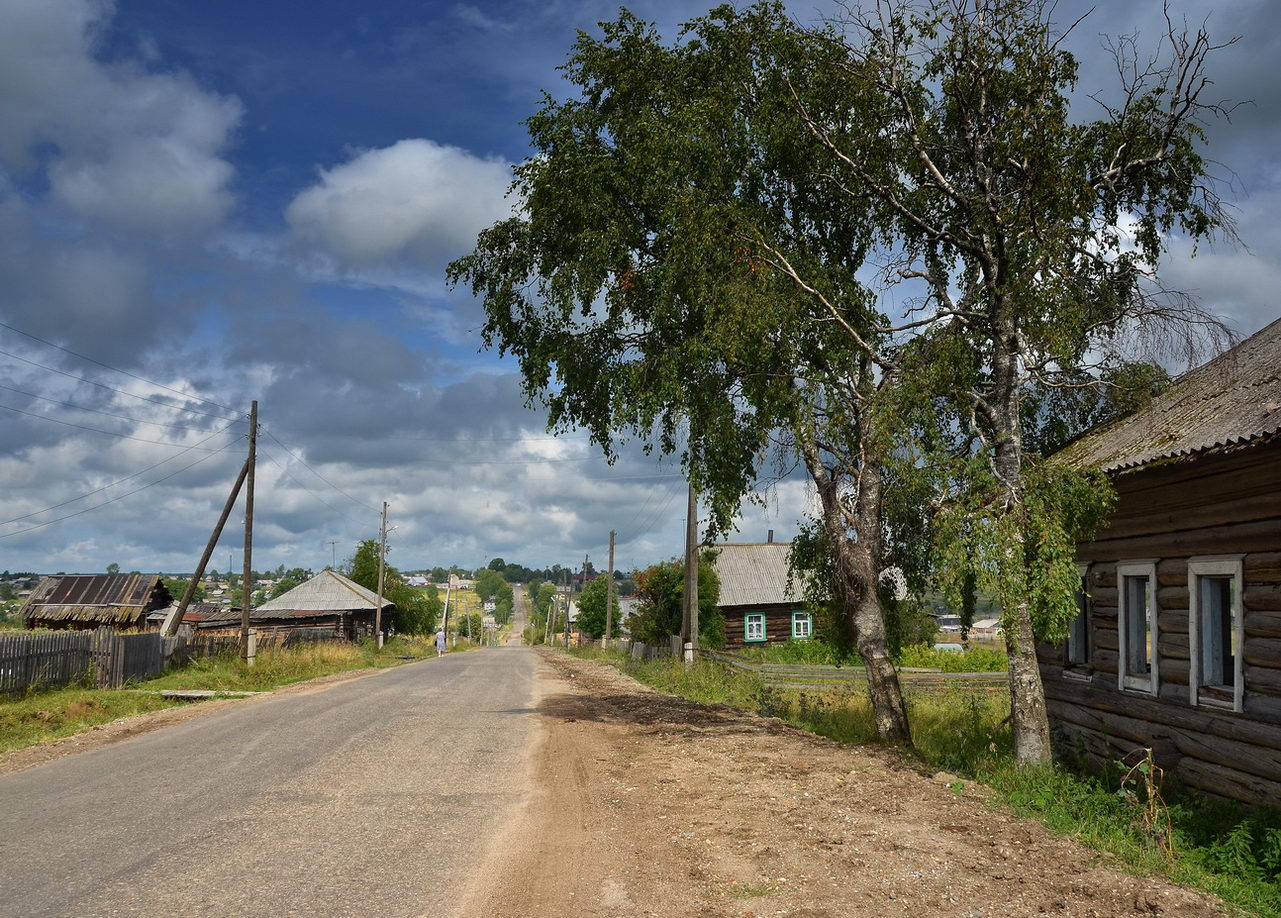
Лойно
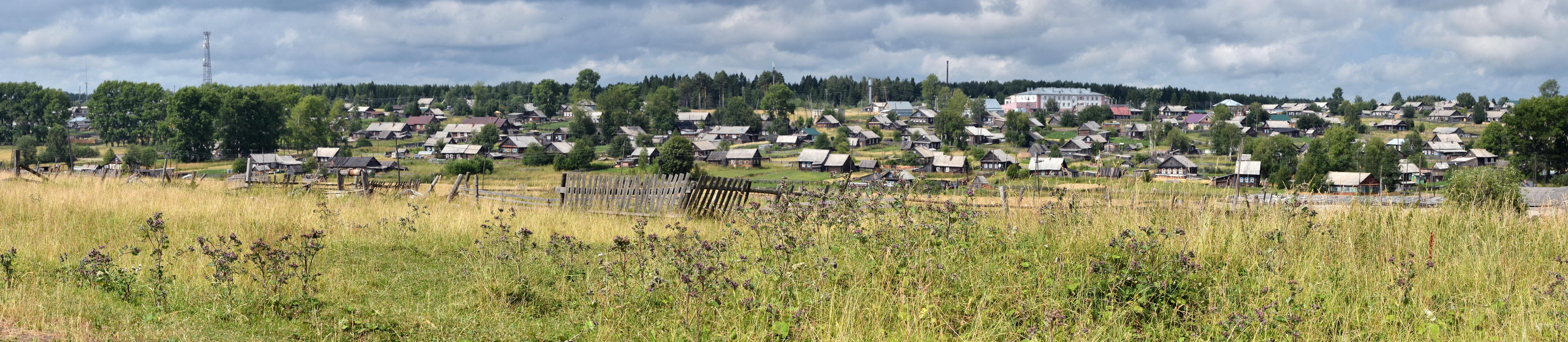
Панорама села
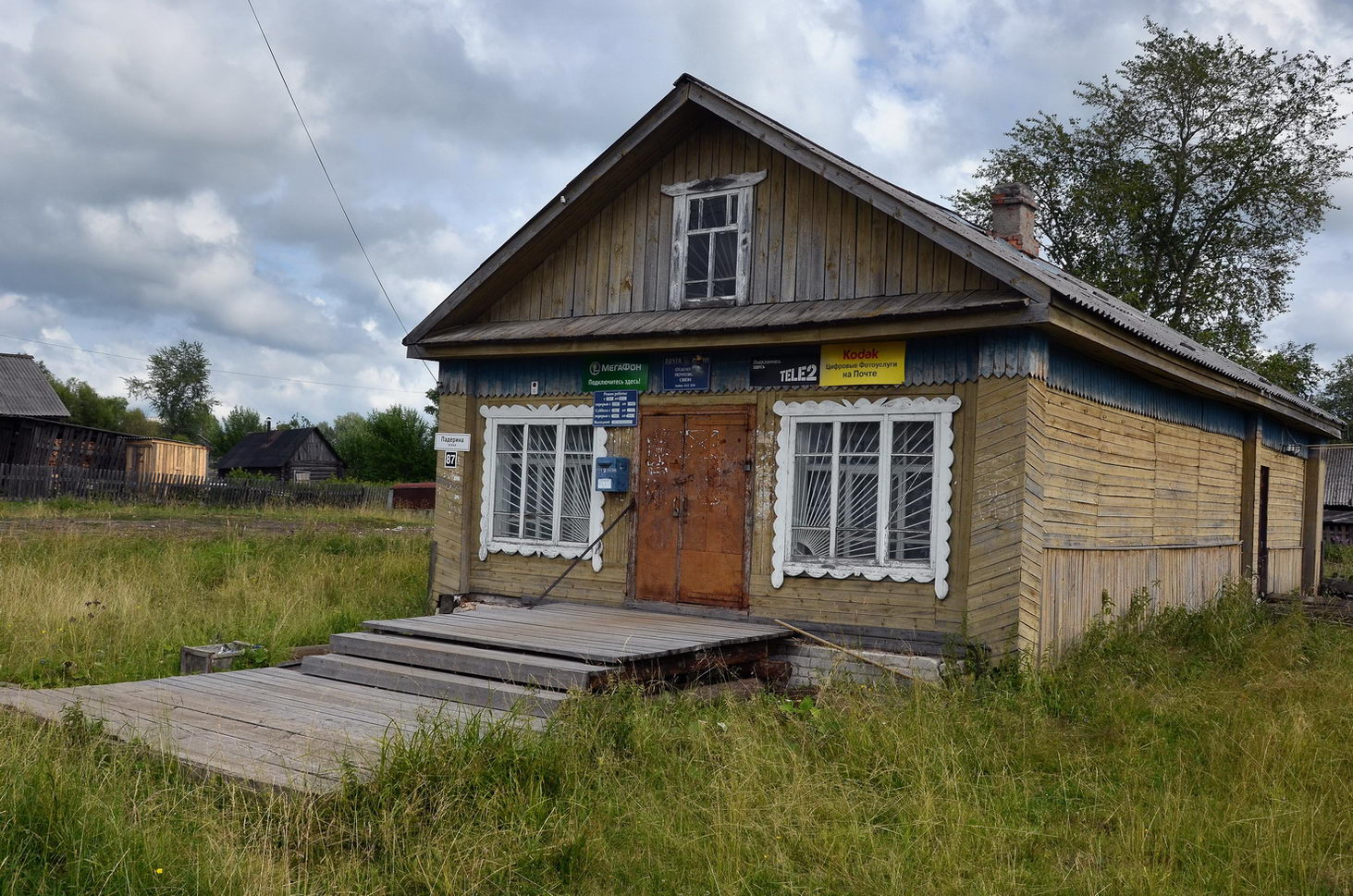
Почта
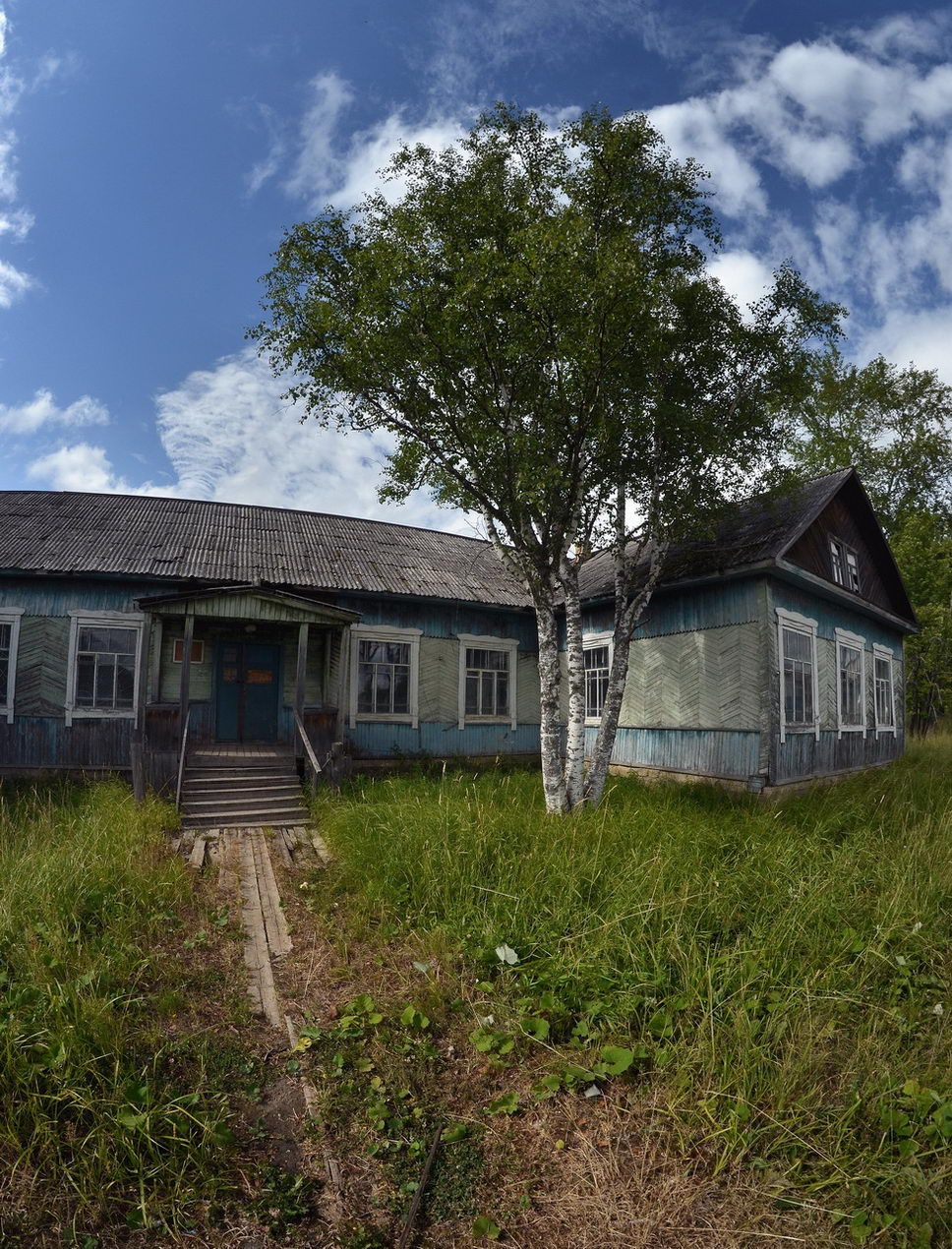
Бывшая сплавная контора
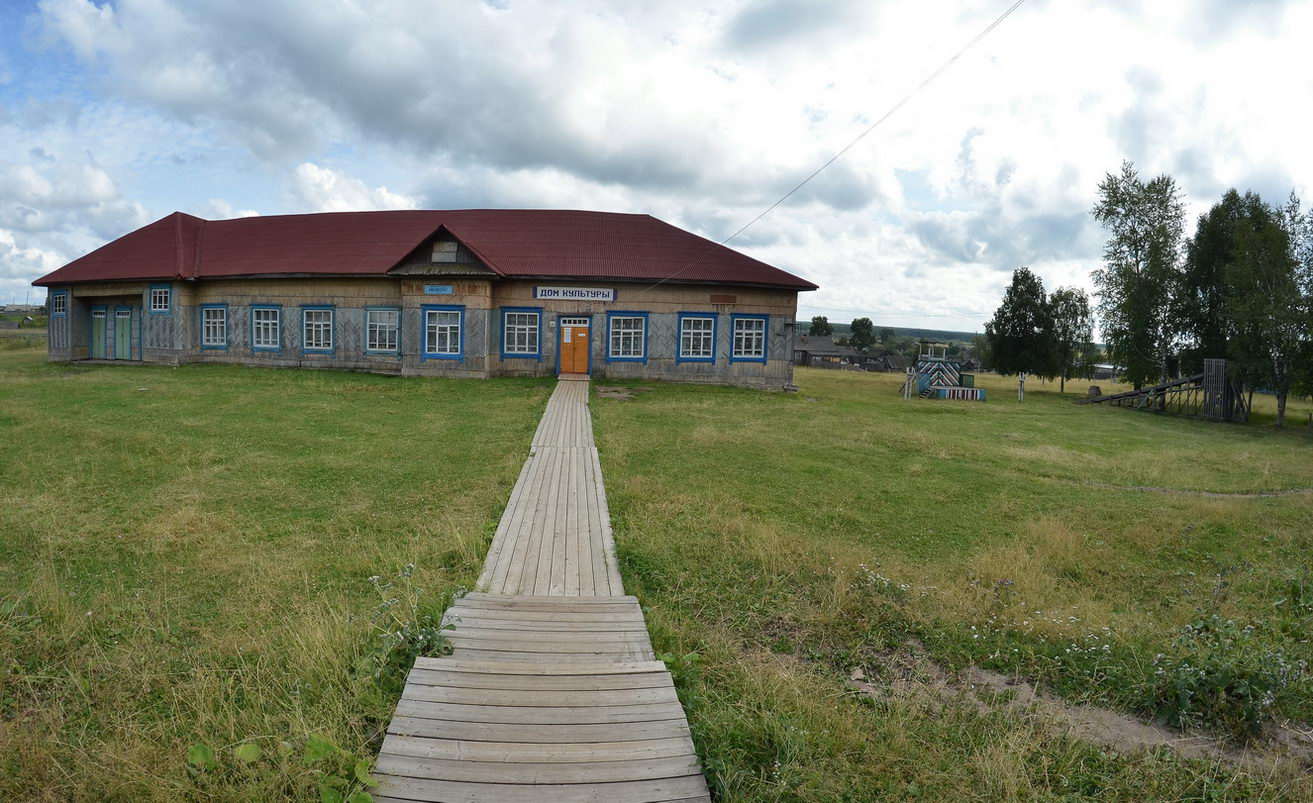
Дом культуры
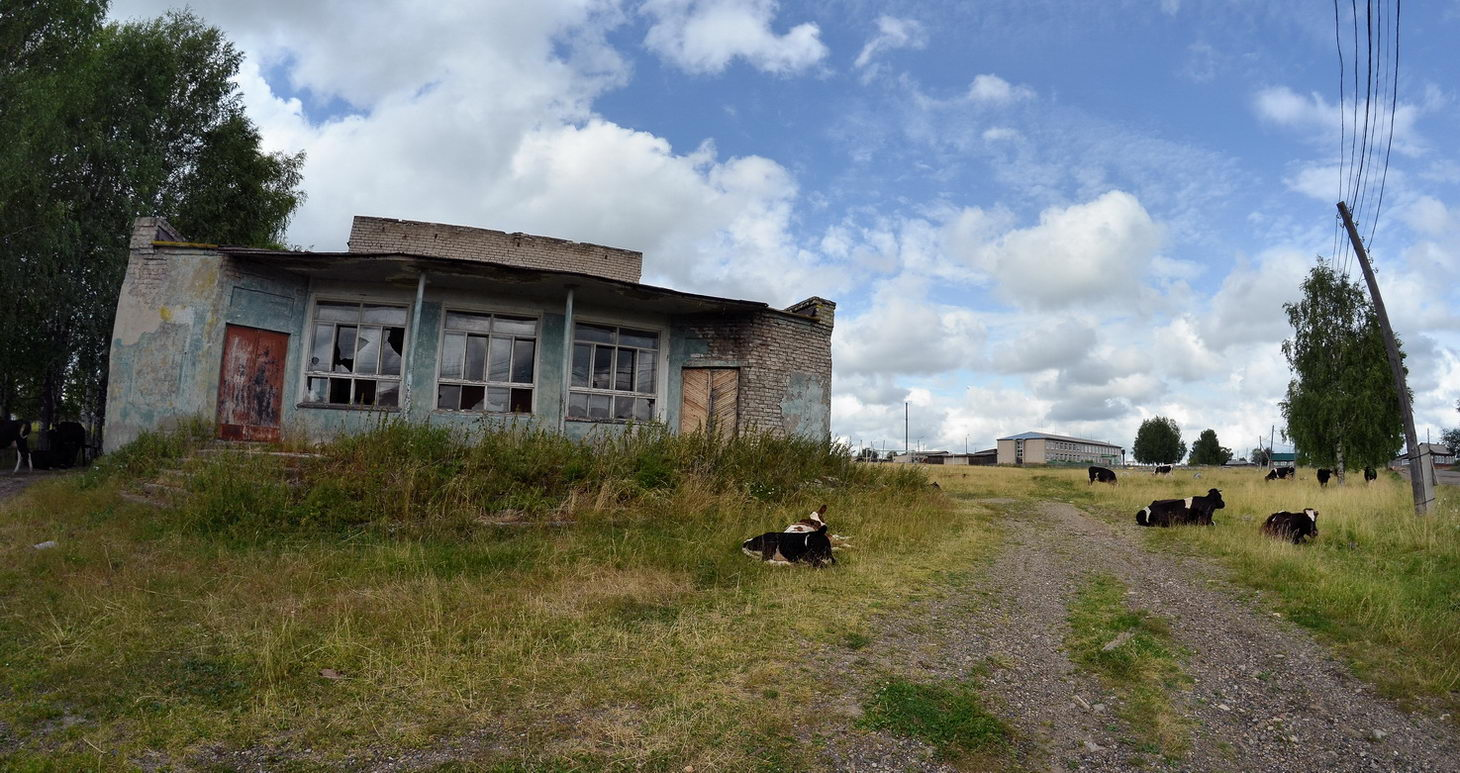
Кинотеатр
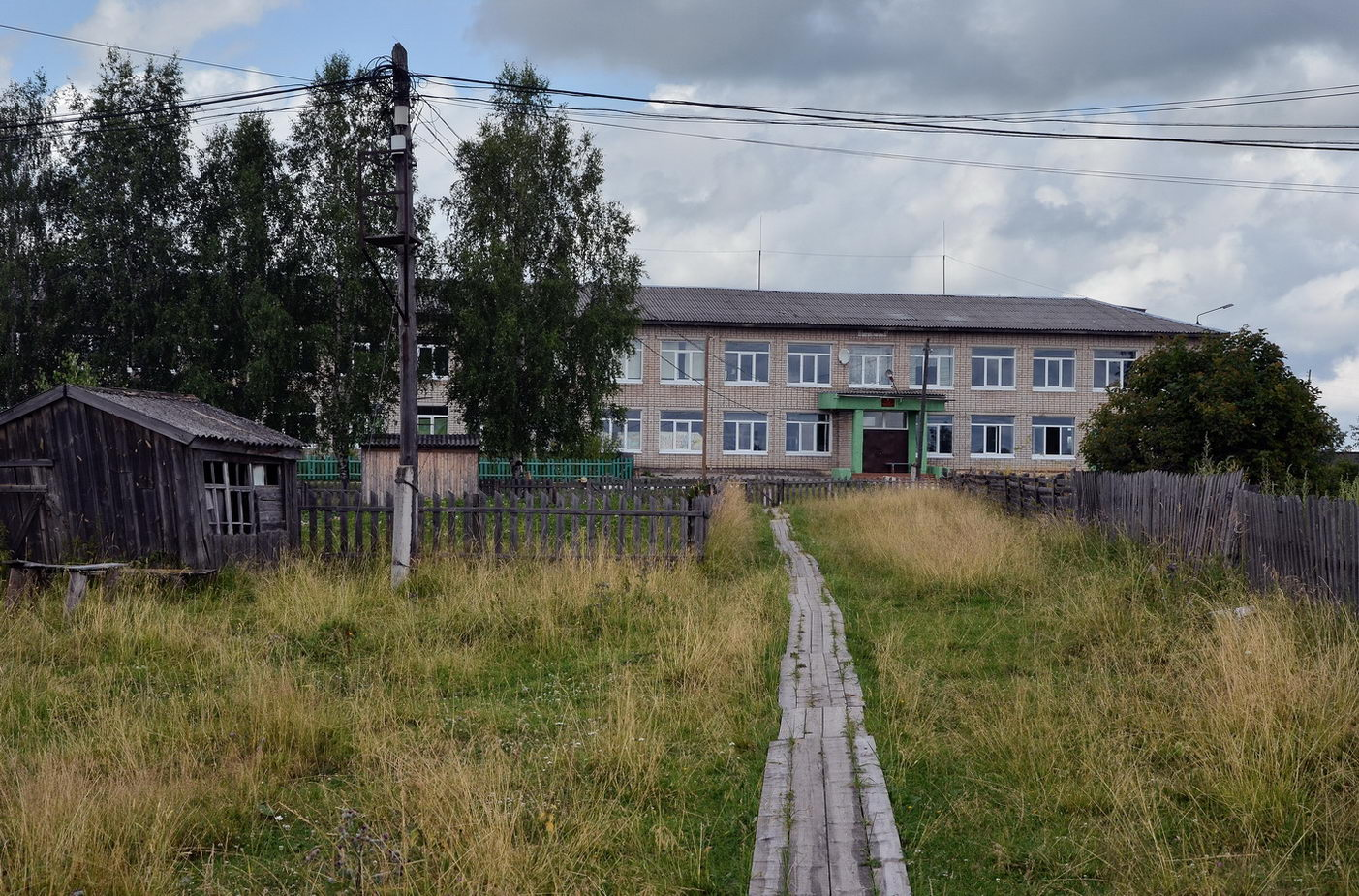
Школа
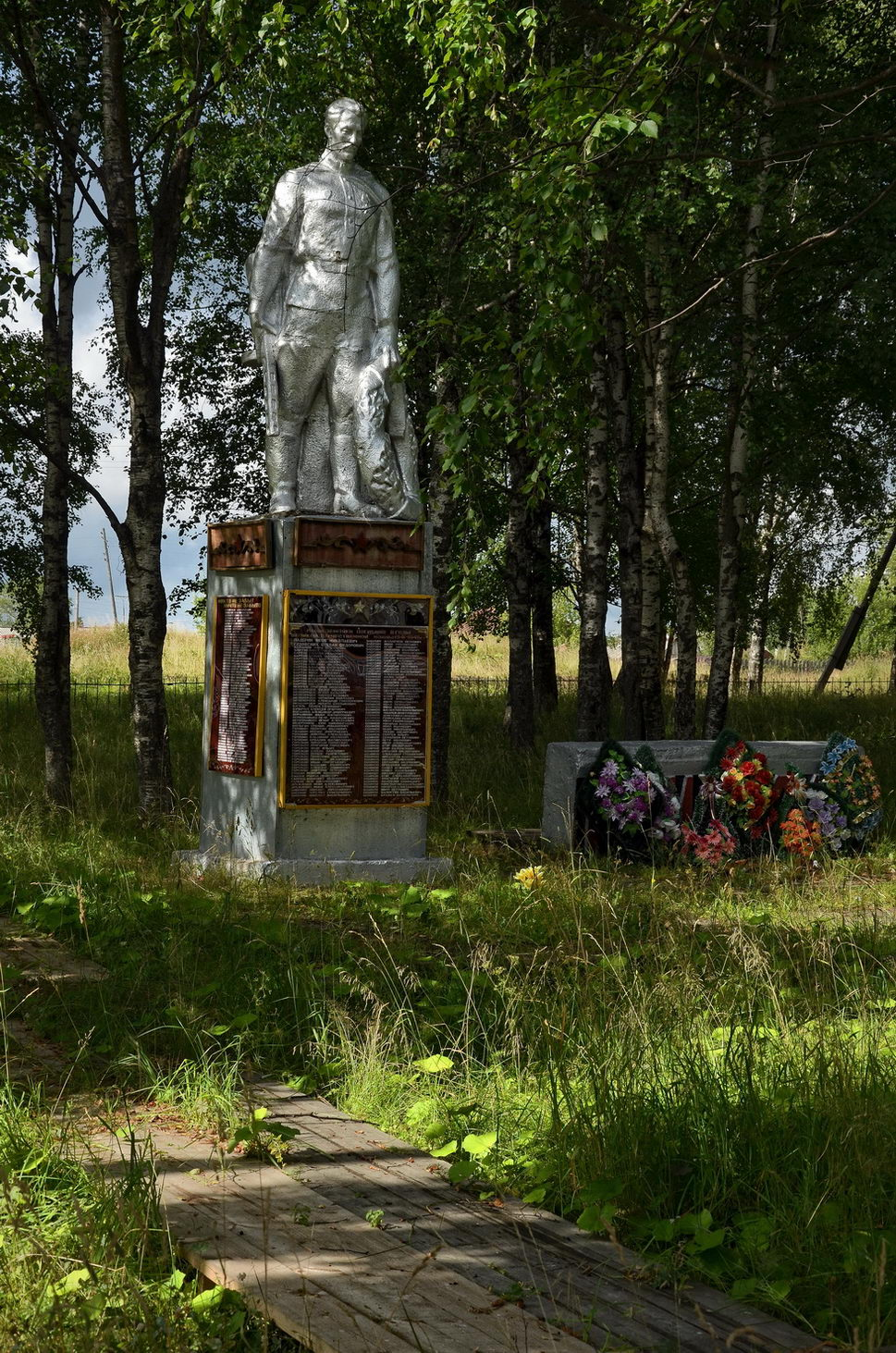
Памятник
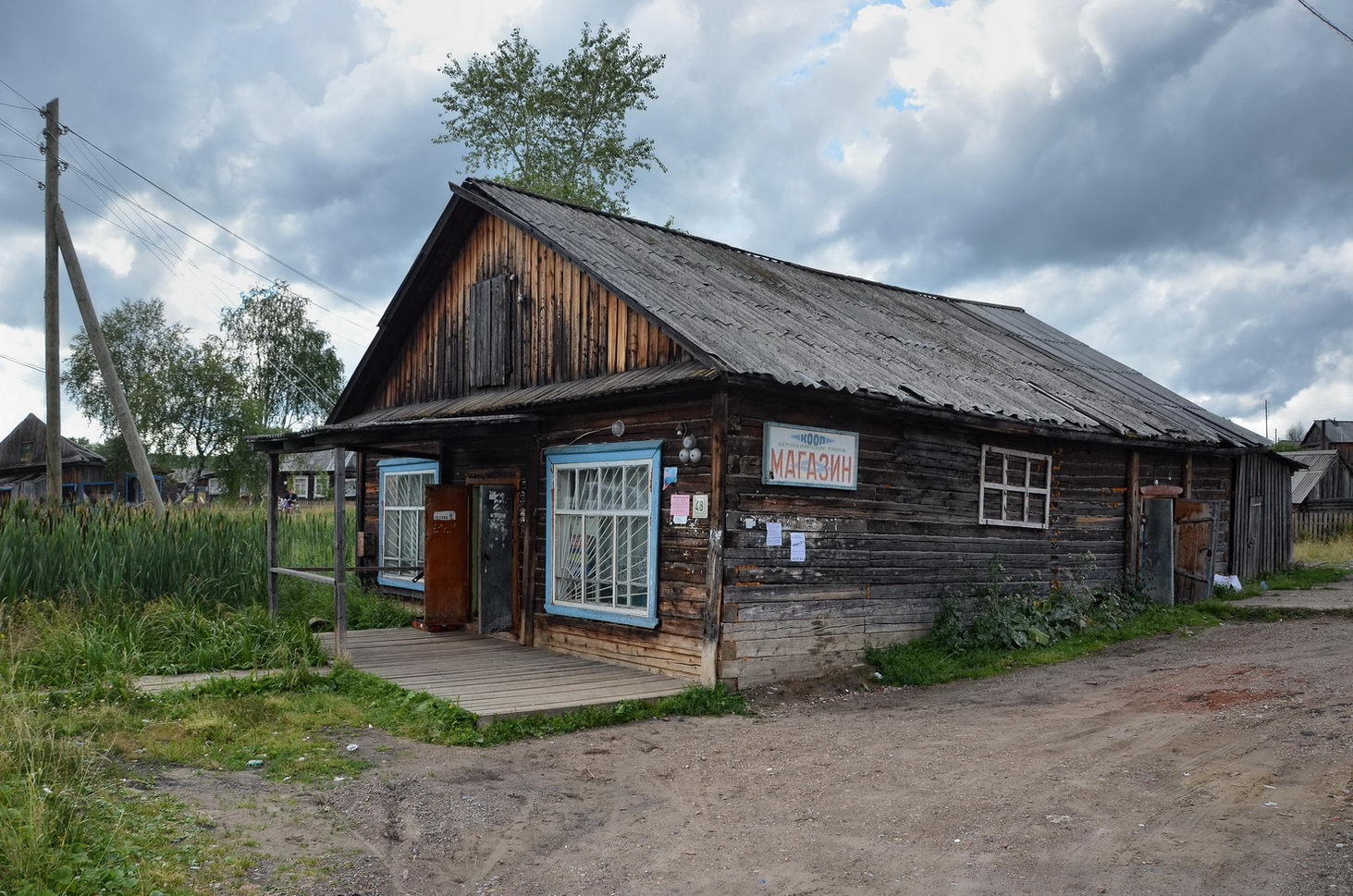
Магазин на Стрелке
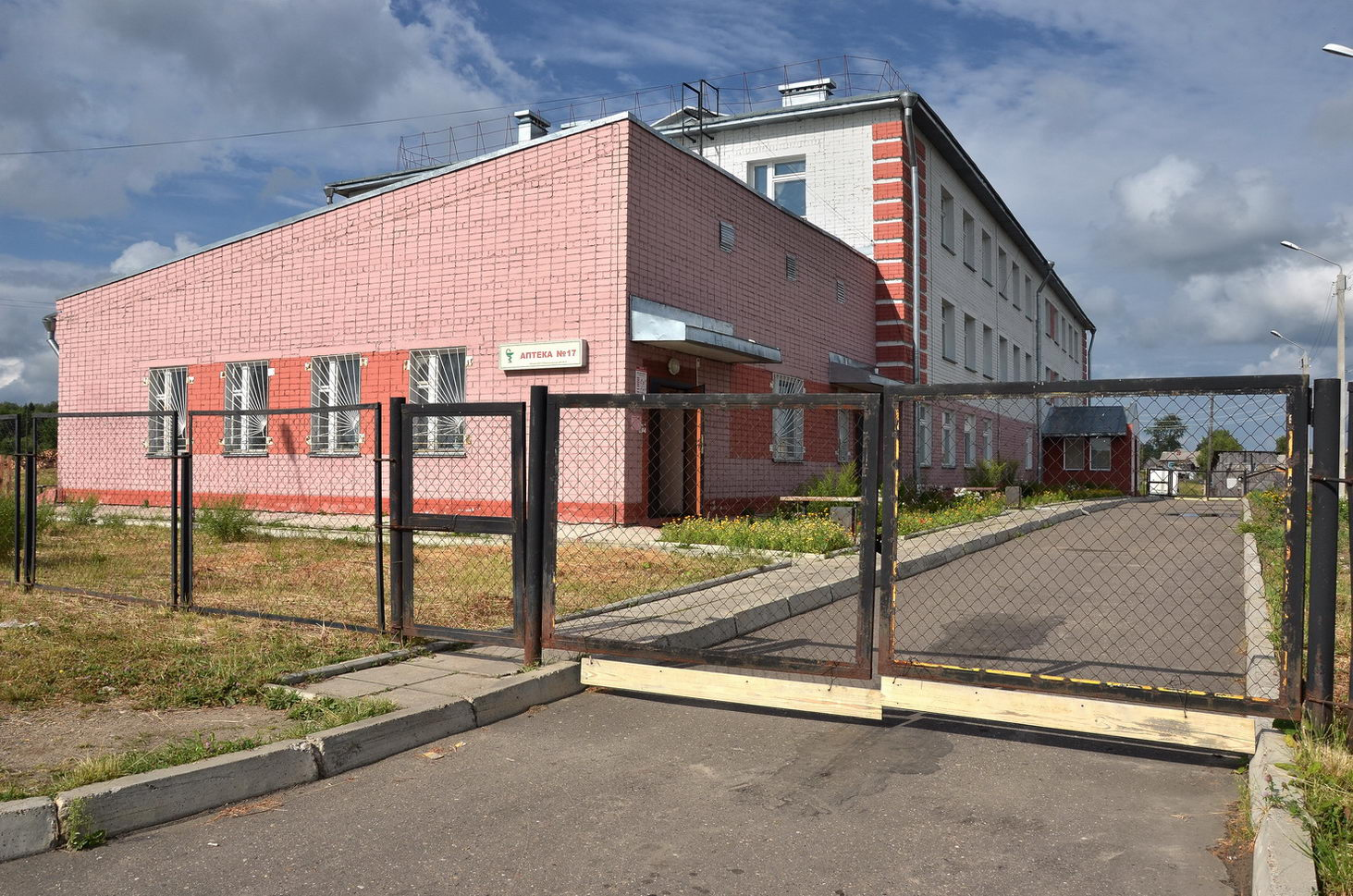
Больница
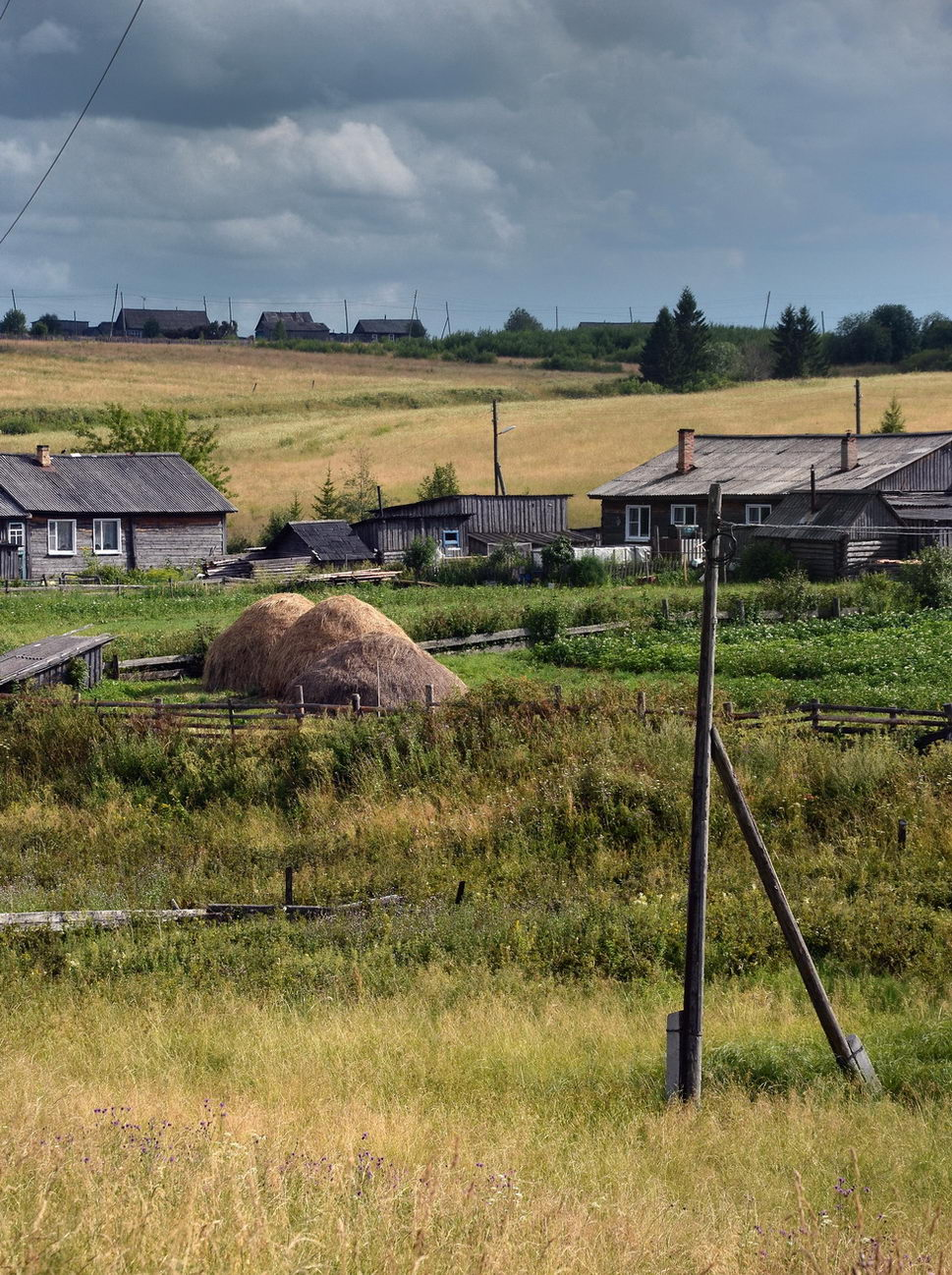
с.Лойно
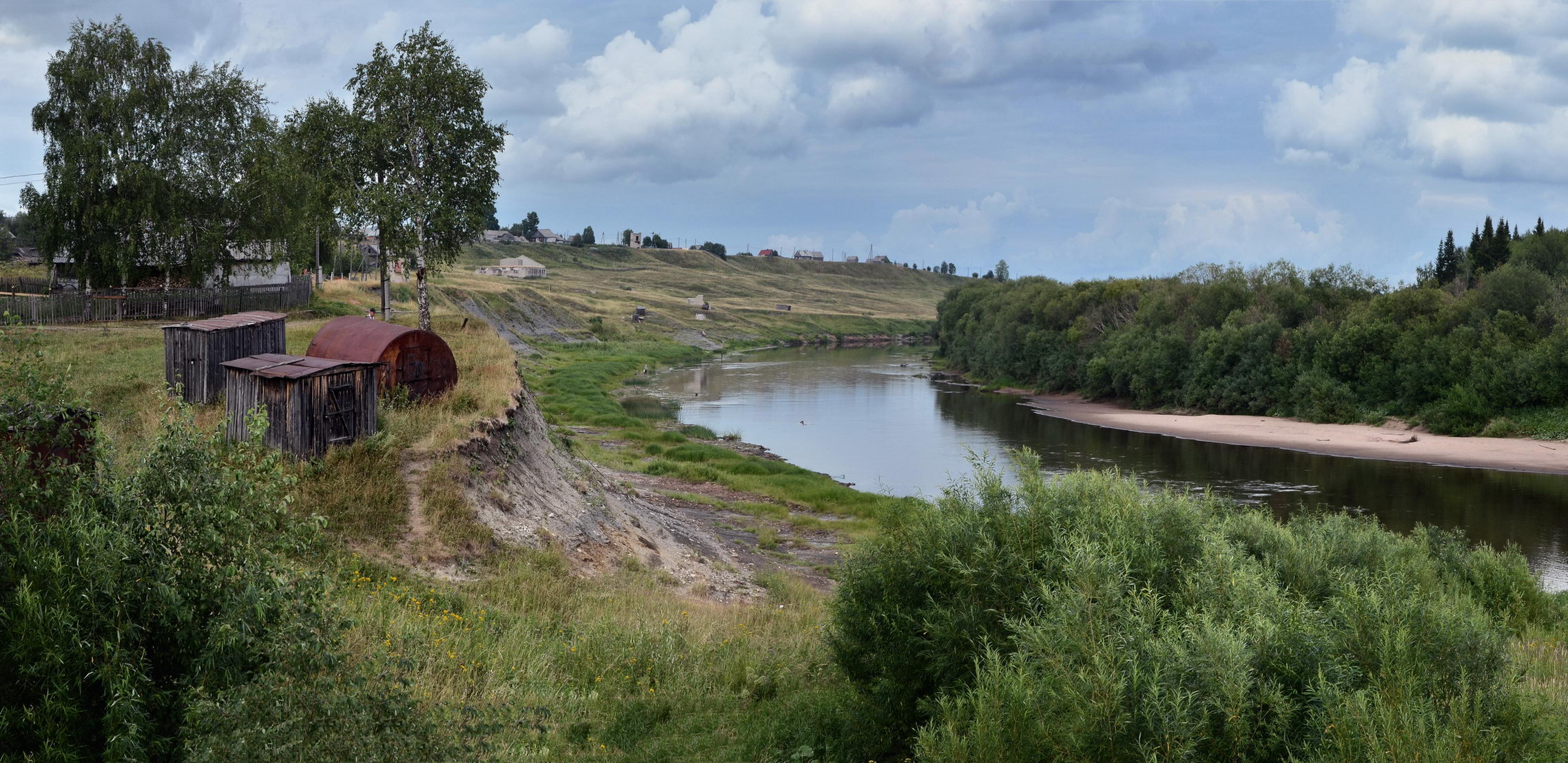
р.Кама и с.Лойно на крутом берегу